# Fragiliporia
FragiliporiaY.C. Dai, B.K. Cui & C.L. Zhao è un genere di funghi basidiomiceti comprendente specie lignicole a portamento corticioide. Unico genere della famiglia Fragiliporiaceae Y.C. Dai, B.K. Cui & C.L. Zhao, il genere comprende una sola specie: F. fragilis Y.C. Dai, B.K. Cui & C.L. Zhao.

## Descrizione
Il genere comprende specie con basidiomi annuali, resupinati, molto soffici quando freschi (fragili da secchi, da cui il nome generico e l’epiteto specifico). Superficie imenoforale da grigio-carnicino a lavanda negli esemplari freschi, grigio vinoso o marrone grigiastro con la disidratazione; pori angolosi, 0,5-1/mm; dissipimenti sottili, interi. Zona marginale distinta, bianca, più o meno fimbriata. Il sistema ifale è monomitico, con ife generative a parete spessa, con giunti a fibbia (in corrispondenza dei quali spesso di ramificano) e solitamente incrostate da cristalli. Spore con profilo allantoide, ialine, a parete sottile, lisce, non cianofile e non amiloidi. 
F. fragilis è stata descritta per la Cina (Yunnan), su tronchi marcescenti di ontano.